# Rictaxis punctocaelatus
Rictaxis punctocaelatus is een slakkensoort uit de familie van de Acteonidae. De wetenschappelijke naam van de soort is voor het eerst geldig gepubliceerd in 1864 door Carpenter.

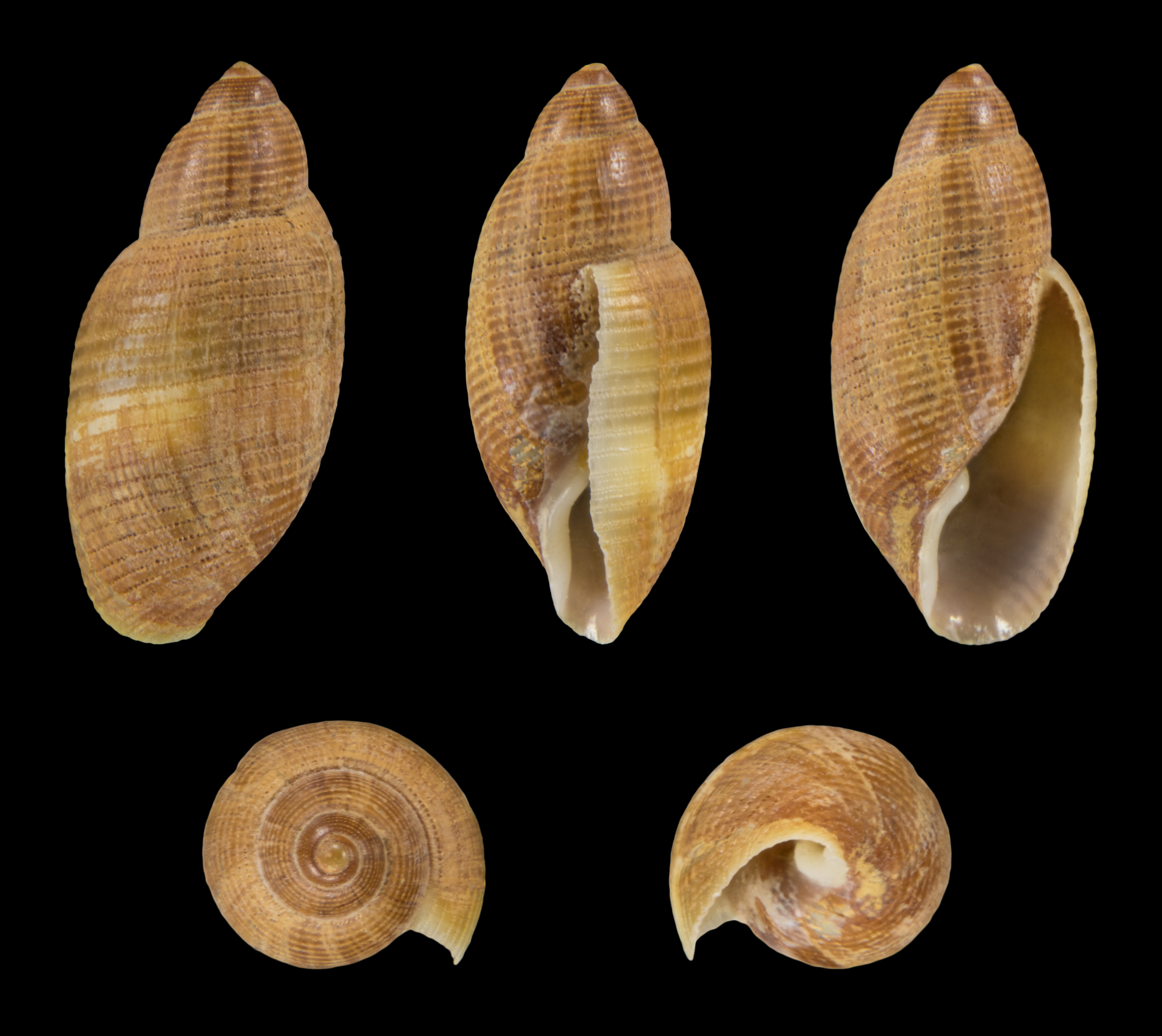
Bruine vorm